# Chianale
Chianale is een historisch merk van motorfietsen.
Chianale was een Italiaans merk, dat gevestigd was in Cuneo en in 1927 lichte motorfietsen met een 350cc-Chaise-eencilindermotor bouwde. Dit was een viertaktmotor met een bovenliggende nokkenas.